# Otomys laminatus
Otomys laminatus är en däggdjursart som beskrevs av Thomas och Harold Schwann 1905. Otomys laminatus ingår i släktet Otomys och familjen råttdjur. IUCN kategoriserar arten globalt som livskraftig. Inga underarter finns listade i Catalogue of Life.
Denna gnagare når en kroppslängd (huvud och bål) av cirka 20 cm samt en svanslängd av genomsnittlig 10,8 cm. Bålen är robust och extremiteterna är korta. Den mjuka pälsen på ovansidan bildas av hår som kan vara upp till 2 cm långa och pälsfärgen är mörk gulbrun. På buken förekommer gulaktig päls och strupen är ännu ljusare till gulvit. Även svansen är uppdelad i en mörk ovansida samt en ljusbrun undersida. Den är helt täckt med hår. På händernas och fötternas ovansida finns grå päls. Liksom hos andra släktmedlemmar består molarerna av lameller men Otomys laminatus har flest lameller (8 till 10).
Arten förekommer med tre från varandra skilda populationer i Sydafrika. Den lever i låglandet och i bergstrakter upp till 2000 meter över havet. Habitatet utgörs av träskmarker och andra fuktiga områden som buskskogar och gräsmarker.
Djuret äter antagligen gräs, örternas stjälkar och blad från buskar.